# Never Tear Us Apart
Singles de INXS
New Sensation
(1988) Mistify
(1989)
Never Tear Us Apart est une chanson du groupe rock australien INXS figurant sur son album Kick sorti en 1987. La chanson a été écrite par le chanteur Michael Hutchence, composée par le claviériste et guitariste Andrew Farriss et produite par Chris Thomas.
Elle fait l'objet d’un single en août 1988.
Le single se classe notamment 7e dans le Billboard Hot 100. En Australie il obtient alors la 14e place, mais il se classera 11e en 2014, grâce aux téléchargements, après la diffusion de la mini-série télévisée INXS : Never Tear Us Apart qui raconte l'histoire du groupe.
En 1997, le titre fut diffusé lors des obsèques de Michael Hutchence. Depuis, nombre de fans le considèrent comme l'hymne du chanteur.

## Liste des titres
- 45 tours (Europe)
  1. Never Tear Us Apart - 3:02
  2. Guns In The Sky (Kick Ass Remix) - 5:58

- 45 tours (Australie)
  1. Never Tear Us Apart - 3:02
  2. Move On - 4:48

- 45 tours (États-Unis)
  1. Never Tear Us Apart - 3:02
  2. Different World (7" Mix) - 4:17

- Maxi 45 tours, CD Maxi
  1. Never Tear Us Apart - 3:02
  2. Different World (12" Version) - 6:21
  3. Guns In The Sky (Kick Ass Remix) - 5:58
  4. This Time - 3:09

## Classements hebdomadaires
| Classement (1988)                      | Meilleure position |
| -------------------------------------- | ------------------ |
| Allemagne (Media Control AG)           | 66                 |
| Australie (ARIA)                       | 14                 |
| Belgique (Flandre Ultratop 50 Singles) | 8                  |
| Canada (RPM 100 Singles)               | 9                  |
| États-Unis (Billboard Hot 100)         | 7                  |
| France (SNEP)                          | 48                 |
| Irlande (IRMA)                         | 21                 |
| Nouvelle-Zélande (RMNZ)                | 21                 |
| Pays-Bas (Nederlandse Top 40)          | 7                  |
| Pays-Bas (Single Top 100)              | 9                  |
| Royaume-Uni (UK Singles Chart)         | 24                 |

| Classement (2012)              | Meilleure position |
| ------------------------------ | ------------------ |
| Royaume-Uni (UK Singles Chart) | 58                 |

| Classement (2014)       | Meilleure position |
| ----------------------- | ------------------ |
| Australie (ARIA)        | 11                 |
| Nouvelle-Zélande (RMNZ) | 27                 |

## Certifications
| Pays              | Certification | Date       | Unités certifiées |
| ----------------- | ------------- | ---------- | ----------------- |
| Australie (ARIA)  | 5 × Platine   | 21/08/2020 | 350 000           |
| Royaume-Uni (BPI) | Platine       | 12/04/2024 | 600 000           |

## Clip vidéo
Le clip, réalisé par Richard Lowenstein, a été tourné à Prague. Il est récompensé comme meilleur clip aux ARIA Awards en 1989.

## Utilisation au cinéma
La chanson a été utilisée pour le film Donnie Darko en 2001 mais elle a dû être retirée à cause du coût des droits. Le titre a été remplacé par The Killing Moon du groupe Echo and the Bunnymen. En 2004, la version director's cut de Donnie Darko est sortie avec la bande son originale et l'on peut entendre le titre Never Tear Us Apart lors de la scène d'ouverture.
Aussi figure dans le film Québécois Horloge biologique de Ricardo Trogi.

## Autres versions
INXS a enregistré d'autres versions de Never Tear Us Apart en collaborant avec divers artistes.

### Remix de Tall Paul
En 2001, le DJ anglais Tall Paul réalise un remix de la chanson sous le titre Precious Heart crédité à Tall Paul vs. INXS. Le single entre dans les classements des ventes en Australie et au Royaume-Uni.
Classements hebdomadaires
| Classement (2001)              | Meilleure position |
| ------------------------------ | ------------------ |
| Australie (ARIA)               | 27                 |
| Royaume-Uni (UK Singles Chart) | 14                 |

### Version avec Ben Harper et Mylène Farmer
Singles par Mylène Farmer
Oui mais... non
(2010) Bleu noir
(2011)
En 2010 le groupe enregistre une nouvelle version de la chanson accompagné au chant par Ben Harper et Mylène Farmer, avec des paroles en français écrites par cette dernière. Figurant sur le nouvel album du groupe intitulé Original Sin, qui sort le 29 novembre 2010 en France, cette nouvelle version fait l’objet d'un single promo envoyé aux radios le 29 octobre 2010.
Le titre est également disponible en téléchargement légal sur les plates-formes en ligne le 8 novembre 2010. Il se classe pendant une semaine en 43e position des titres téléchargés en France. En Belgique, il se classe 41e.

### Version avec Mylène Farmer et Michael Hutchence
En 2019 INXS et Mylène Farmer collaborent à nouveau, cette fois pour un duo virtuel. Crédité à Michael Hutchence, Mylène Farmer et INXS, il apparaît sur la bande originale du documentaire Mystify: Michael Hutchence (en) sorti en salles en juillet 2019,.

## Reprises
Plusieurs artistes ont repris Never Tear Us Apart. Parmi eux, Joe Cocker et Paloma Faith dont les versions ont eu les honneurs des hit-parades.

### Version de Joe Cocker
Le chanteur britannique Joe Cocker enregistre sa version de la chanson sur son album Respect Yourself sorti en 2002. Extraite en single, elle entre dans les classements des ventes au Royaume-Uni et en Belgique.
Classements hebdomadaires
| Classement (2002)                       | Meilleure position |
| --------------------------------------- | ------------------ |
| Belgique (Wallonie Ultratop 50 Singles) | 38                 |
| Royaume-Uni (UK Singles Chart)          | 85                 |

### Version de Paloma Faith
La chanteuse britannique Paloma Faith reprend Never Tear Us Apart pour un spot publicitaire télévisé de l'enseigne John Lewis diffusé au Royaume-Uni. Sorti en single le 23 septembre 2012, le titre est un succès commercial au Royaume-Uni où il obtient une certification disque d'argent.
Classements hebdomadaires
| Classement (2012)              | Meilleure position |
| ------------------------------ | ------------------ |
| Écosse (OCC)                   | 18                 |
| Royaume-Uni (UK Singles Chart) | 16                 |

Certification
| Pays              | Certification | Date       | Unités certifiées |
| ----------------- | ------------- | ---------- | ----------------- |
| Royaume-Uni (BPI) | Argent        | 21/08/2015 | 200 000           |

### Autres reprises
La chanson a également été reprise par Tom Jones avec Natalie Imbruglia sur l'album Reload en 1999, Tina Arena en 2015, Bishop Briggs en 2018 sur la bande originale du film Cinquante nuances plus claires.